# Françoise d'Orléans (1549–1601)

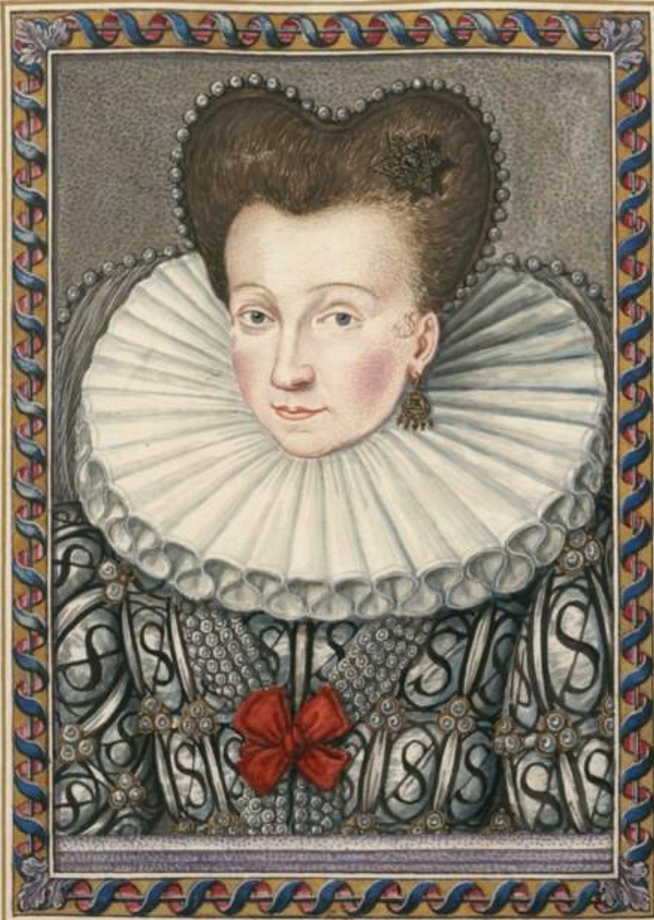
Françoise d'Orléans

Françoise d'Orléans (5 aprilie 1549 – 11 iunie 1601) a fost a doua soție a lui Louis de Bourbon, Prinț de Condé, "prinț de sânge" și lider huguenot în timpul Războiului Religiilor.

## Familie
Bunicii paterni au fost Louis d'Orléans, Duce de Longueville, conte suveran de Neuchâtel, Prinț de Chatel-Aillon, și Prințesa Johanna de Baden-Hochberg, contesă suverană de Neuchâtel. Bunicii materni au fost Charles de Rohan, viconte de Fronsac și Jeanne de Saint-Séverin.
Françoise a avut un frate mai mare, Léonor d'Orléans (1540–1573), care s-a căsătorit în 1563 cu Marie d'Estouteville (1539–1601), cu care a avut copii printre care și Henri I, Duce de Longueville. Vărul lui Françoise, François de Longueville, a fost frate vitreg al Mariei, regină a Scoției. Mătușa ei maternă, Claude de Thoury de Rohan, a fost metresa regelui Francisc I al Franței.
Françoise s-a născut la 5 aprilie 1549 la Châteaudun, Franța. A fost singura fiică a lui François d'Orléans, marchiz de Rothelin, prinț de Chalet-Aillon, viconte de Melun, și a Jacqueline de Rohan. Tatăl ei a murit la 25 octombrie 1548, la mai puțin de șase luni înainte de nașterea ei. De la naștere a fost cunoscută drept Mademoiselle de Longueville.

## Căsătorie și copii
La 8 noiembrie 1565, lae Château de Vendôme, Françoise s-a căsătorit cu Ludovic I de Bourbon, Prinț de Condé, fratele mai mic al regelui Antoine de Navara și general huguenot. Astfel, Françoise a devenit cumnata puternicei Jeanne d'Albret, care era regină domnitoare a Navarei și liderul spiritual al huguenoților. Prima soție a soțului ei, Eléanor de Roucy de Roye, a murit în iulie 1564. Prin căsătorie Françoise a devenit prințesă de sânge. Françoise și Ludovic au avut trei fii:
- Charles de Bourbon, conte de Soissons (3 noiembrie 1566 – 1 noiembrie 1612); s-a căsătorit cu Anne de Montafié (1577–1644) și a avut copii.
- Louis de Bourbon (1567–1569), a murit în copilărie
- Benjamin de Bourbon (1569–1573), a murit în copilărie.

În anul de dinaintea căstoriei lor, metresa lui Condé, Isabelle de Limeuil, o membră a notoriului escadron volant al reginei mamă Caterina de Medici, a născut un fiu pretinzând că tatăl este Condé. Condé a negat cu înverșunare.
Françoise a rămas văduvă cu puțin timp înainte să împlinească 20 de ani, însă a ales să nu se recăstorească. După masacrul din Noaptea Sfântului Bartolomeu  din 23 august 1572, ea și fiii ei s-au convertit rapid la romano catolicism pentru a evita persecuția și posibila asasinare.
Françoise a murit la Paris la 11 iunie 1601 la vârsta de 52 de ani.
Prinții de Carignan, ei înșiși mai târziu regi ai Italiei descind din Françoise prin fiul ei Charles.